# ING3
ING3‏ (Inhibitor of growth family member 3) هوَ بروتين يُشَفر بواسطة جين ING3 في الإنسان.